# Discesa all'inferno (Doris Lessing)
Discesa all'inferno (Briefing for a Descent into Hell) è un romanzo di Doris Lessing del 1971. Il romanzo fu selezionato come finalista del Booker Prize.

## Trama
Il romanzo narra di un uomo senza memoria che viene ricoverato in un ospedale psichiatrico, e segue come i dottori cercano di curarlo.

## Edizioni
- Doris Lessing, Discesa all'inferno, Fanucci, 2009,  p. 295, ISBN 978-88-347-1465-2.